# مدنیت (شهرستان چوی)
مدنیت (به لاتین: Madaniyat) یک روستا در قرقیزستان است که در شهرستان چوی واقع شده‌است. مدنیت ۷۵۴ نفر جمعیت دارد و ۱٬۴۲۹ متر بالاتر از سطح دریا واقع شده‌است.